# Comté d'Apache
Le comté d'Apache, en anglais : Apache County, est un comté de l'État de l'Arizona aux États-Unis. Son siège de comté est la ville de St. Johns.  Au recensement de 2020, il comptait 66 021 habitants.

## Démographie
Lors du recensement de 2020, le comté comptait une population de 66 021 habitants;
| Groupe            | Comté d'Apache | Arizona | États-Unis |
| ----------------- | -------------- | ------- | ---------- |
| Amérindiens       | 72,9           | 4,6     | 0,9        |
| Blancs            | 23,3           | 73,0    | 72,4       |
| Métis             | 2,0            | 3,4     | 2,9        |
| Autres            | 1,3            | 12,1    | 6,4        |
| Asiatiques        | 0,3            | 2,8     | 4,8        |
| Afro-Américains   | 0,2            | 4,1     | 12,6       |
| Total             | 100            | 100     | 100        |
|                   |                |         |            |
| Latino-Américains | 5,6            | 29,7    | 16,7       |

Lors du recensement de 2010, la population amérindienne est majoritairement composée de Navajos qui représentent 68,3 % de la population totale du comté.
Selon l'American Community Survey, pour la période 2011-2015, 50,53 % de la population âgée de plus de 5 ans déclare parler le navajo à la maison, alors que 44,70 % déclare parler anglais, 3,38 % l'espagnol et 1,40 % une autre langue.
| 1880  | 1890  | 1900  | 1910  | 1920   | 1930   | 1940   | 1950   |
| ----- | ----- | ----- | ----- | ------ | ------ | ------ | ------ |
| 5 283 | 4 281 | 8 297 | 9 196 | 13 196 | 17 765 | 24 095 | 27 767 |

| 1960   | 1970   | 1980   | 1990   | 2000   | 2010   | 2020   | - |
| ------ | ------ | ------ | ------ | ------ | ------ | ------ | - |
| 30 438 | 32 298 | 52 108 | 61 591 | 69 423 | 71 518 | 66 021 | - |

## Politique
En raison de sa population majoritairement amérindienne, le comté d'Apache tend généralement vers les démocrates.

## Images

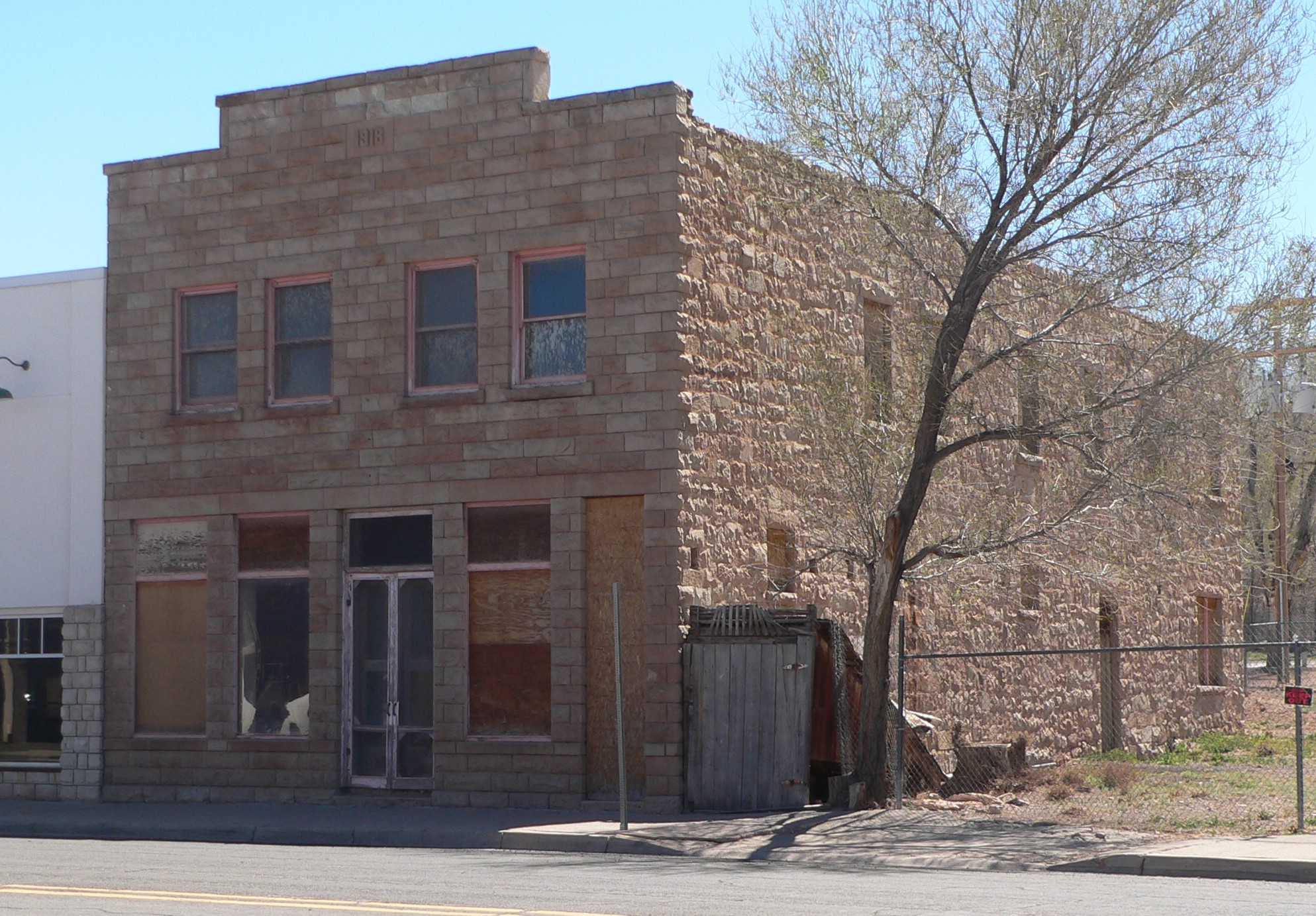
Le bâtiment d'Isaacson à Saint Johns.
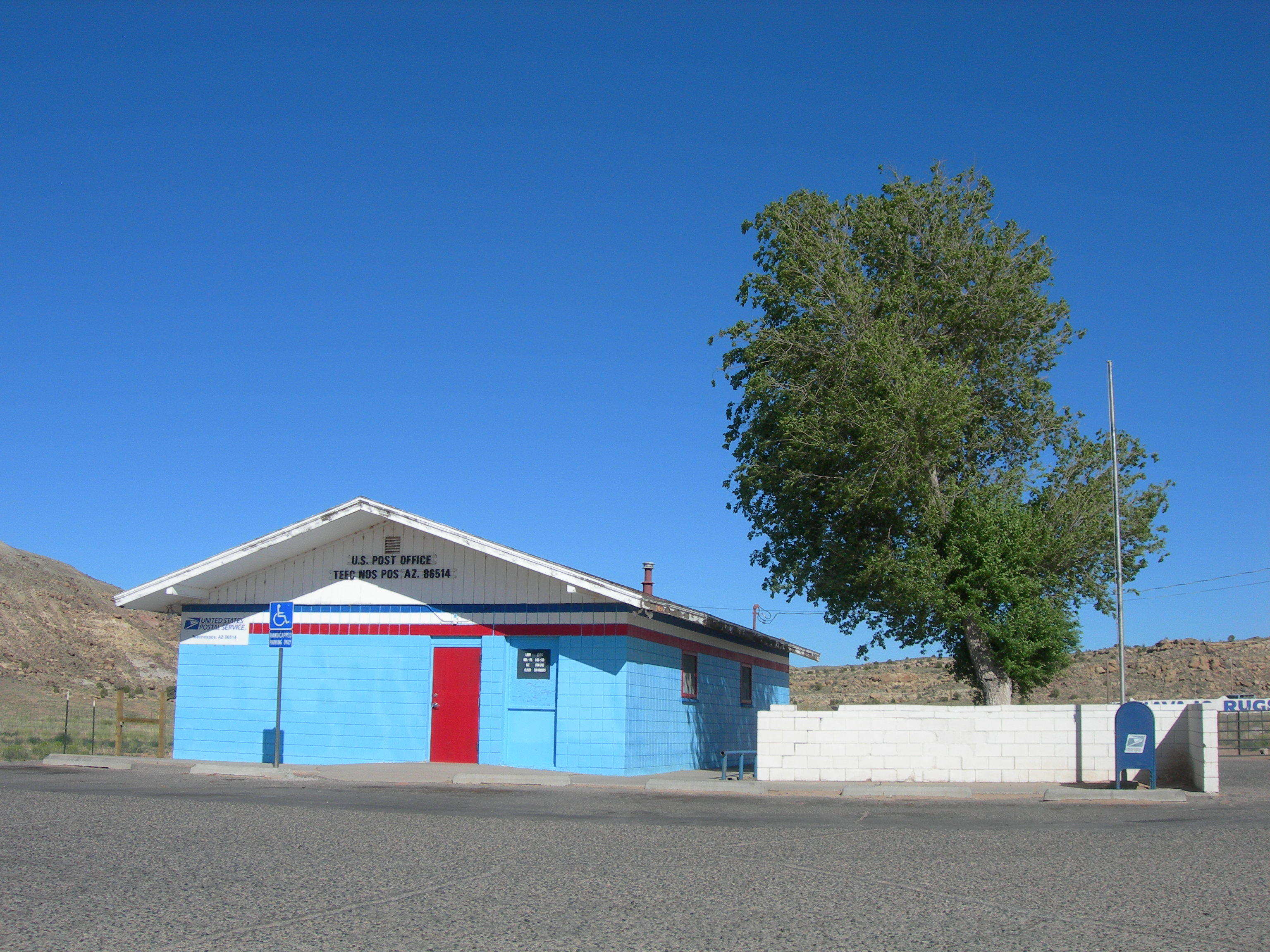
La poste de Teec Nos Pos.
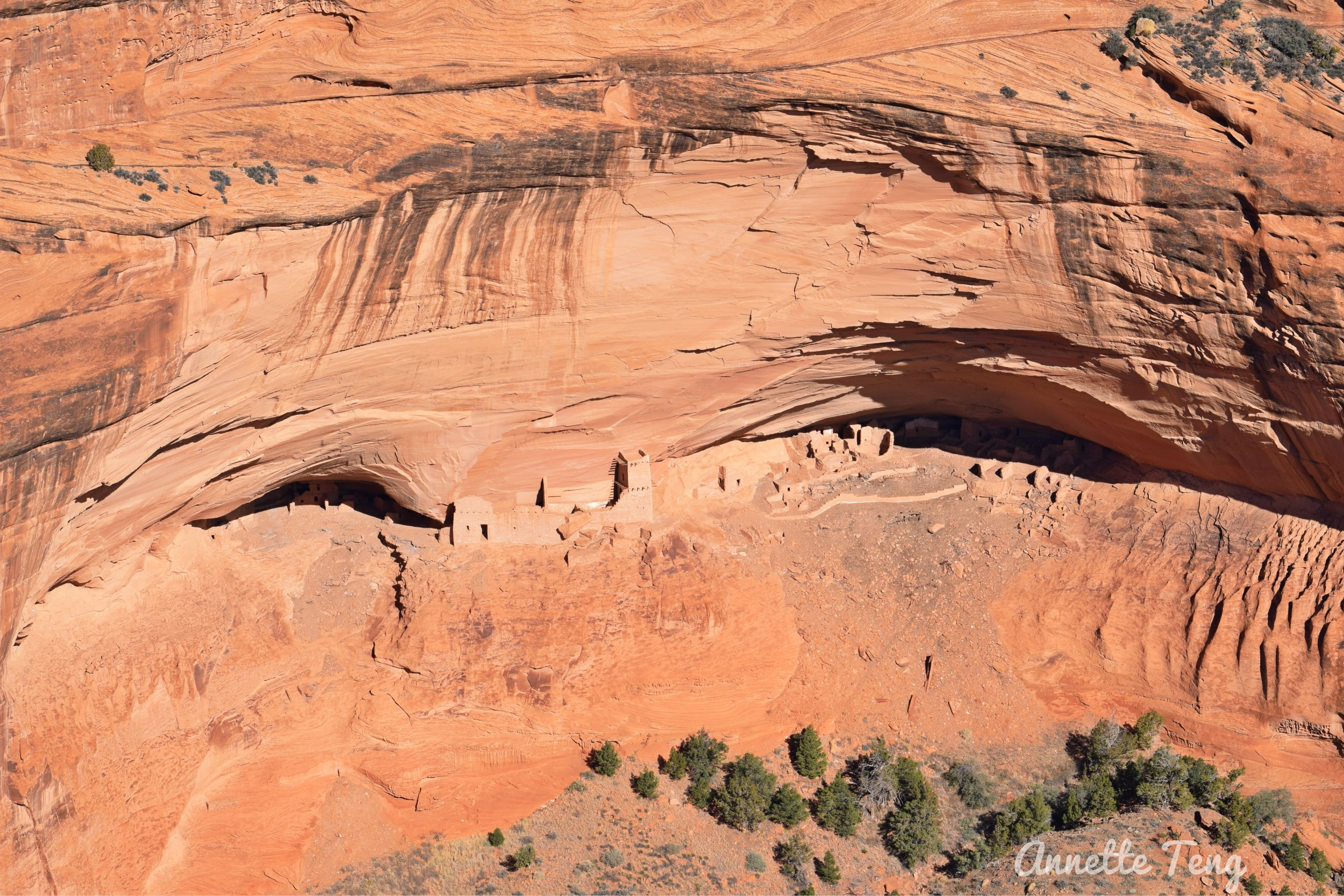
Ruines de Mummy Cave dans le Canyon del Muerto.
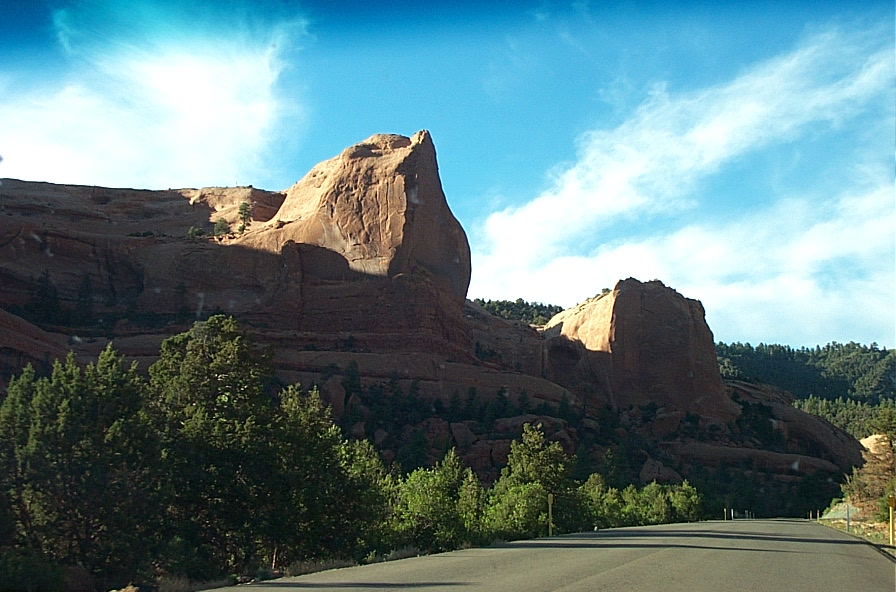
Vue du col Buffalo.
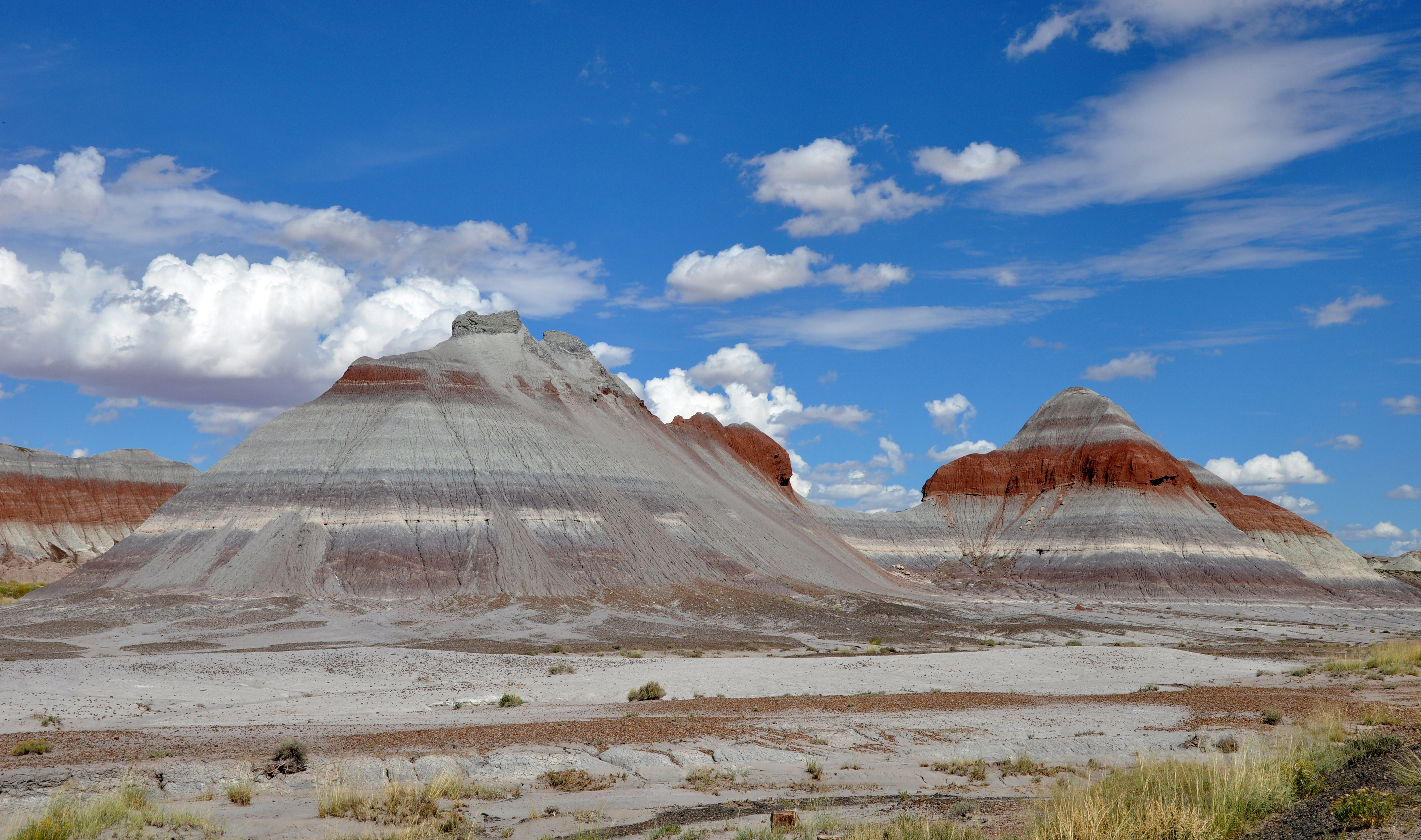
The Tepees.